# Босток, Джон
Джон Джозеф Босток (англ. John Joseph Bostock; род. 15 января 1992, Камберуэлл, Большой Лондон) — английский футболист, полузащитник клуба «Ноттс Каунти». Экс-игрок молодёжных сборных Англии.

## Клубная карьера

### «Кристал Пэлас»
Босток дебютировал в футбольной лиге 29 октября 2007 года в возрасте 15 лет и 287 дней, сыграв 20 минут в качестве замены Бена Уотсона в проигранной гостевой игре с «Уотфордом», на «Селхерст Парк», и таким образом, сделав его самым молодым игроком «орлов». Он также стал самым молодым игроком в истории «стекольщиков», который вышел в стартовом составе, в возрасте 15 лет и 295 дней, 6 ноября 2007 года, в гостевой игре с «Кардифф Сити» на стадионе «Ниниан Парк».